# نورمان لويس (لاعب كرة قدم)
نورمان لويس (بالإنجليزية: Norman Lewis)‏ (13 يونيو 1908 بولفرهامبتن في المملكة المتحدة - 1 يناير 1972) هو لاعب كرة قدم بريطاني (وحمل سابقاً جنسية المملكة المتحدة لبريطانيا العظمى وأيرلندا) في مركز حراسة المرمى. لعب مع ستوك سيتي ونادي ترانمير روفرز لكرة القدم ووولفرهامبتون واندررز ونادي برادفورد بارك أفنيو.